# アンソニー・ラム (バスケットボール)
アンソニー・マイルズ・ラム（Anthony Miles Lamb, 1998年1月20日 - ）は、アメリカ合衆国ニューヨーク州ロチェスター出身のプロバスケットボール選手。ポジションはスモールフォワード。

## 来歴

### カレッジ
バーモント大学で4年間プレーし、2020年のNBAドラフトにエントリーしたが、どこからも指名されなかった。

### NBAおよびGリーグでのキャリア

#### カントン・チャージ(2020-2021)
ドラフト後にデトロイト・ピストンズとトレーニングキャンプ契約を結んだが、2020年12月14日に解雇された。その後行われたGリーグドラフトにて、全体6位でカントン・チャージから指名され入団した。

### リオグランデバレー・バイパーズ(2021)
2021年2月25日にトレードでリオグランデバレー・バイパーズへ移籍した。このシーズンはGリーグの最成長選手賞を受賞した。

### ヒューストン・ロケッツ(2021)
2021年3月8日にヒューストン・ロケッツとツーウェイ契約を結んだ。11日にNBAデビューを果たし、バーモント大学出身者で初のNBA選手となった。4月24日のデンバー・ナゲッツ戦でキャリアハイとなる21得点を記録した。9月6日に再びツーウェイ契約を結んだが、翌日に解雇された。

### バイパーズ復帰(2021-2022)
2021年11月5日に再びバイパーズと契約した。

### サンアントニオ・スパーズ(2022)
2022年1月6日にサンアントニオ・スパーズと10日間契約を結んだ。

### 国外でのキャリア(2023-)
2024年8月2日、ユーロカップとLBAに所属するアクイラ・バスケット・トレントへの加入が発表された。ユーロカップでは18試合に出場し、1試合平均26.6分の出場で、13.7得点、3.9リバウンド、2.6アシスト、スリーポイント成功率26.5パーセントという成績を残した。